# Joinville-Insel
Die Joinville-Insel (französisch Île Joinville) ist die größte der Joinville-Inseln. Gelegen vor der nordöstlichen Spitze der Antarktischen Halbinsel, von der sie durch den Antarctic-Sund getrennt ist, ist sie in Ost-West-Richtung etwa 64 Kilometer lang und 20 Kilometer breit. Sie weist dabei eine Fläche von 1607 km² auf. Die Insel wurde 1838 von einer französischen Expedition unter Jules Dumont d’Urville entdeckt, grob kartiert und nach François Ferdinand Philippe Louis Marie, Prince de Joinville (1818–1900), dem dritten Sohn des Herzogs von Orléans Ludwig Philipp von Frankreich benannt.
Der höchste Berg der Insel ist Mount Tholus, mit einer Höhe von 825 Metern, nach anderen Angaben sogar 1112 Metern.  10,5 km nördlich davon steht Mount Percy, der nach beiden Quellen übereinstimmend 765 Meter hoch ist und in ersterer fälschlich als höchster Berg von Joinville Island bezeichnet wird.
An mehreren Stellen der Insel gibt es Kolonien von Meeresvögeln, besonders von Adeliepinguinen. BirdLife International weist drei Important Bird Areas aus: Ambush Bay (AQ061) im Nordosten, D’Urville Monument (AQ067) im Südwesten und Madder-Kliffs (AQ068) im Westen.
Auf der Joinville-Insel befindet sich eine von Brasilien betriebene automatische Wetterstation.